# جيوفانا راللى
جيوفانا راللى (بالإيطالية: Giovanna Ralli)‏ هي ممثلة إيطالية، ولدت في 2 يناير 1935 بروما في إيطاليا.

## وصلات خارجية
- جيوفانا راللى على موقع IMDb (الإنجليزية)
- جيوفانا راللى على موقع ألو سيني (الفرنسية)
- جيوفانا راللى على موقع أول موفي (الإنجليزية)
- جيوفانا راللى على موقع قاعدة بيانات الأفلام السويدية (السويدية)
- جيوفانا راللى على موقع قاعدة بيانات الفيلم (الإنجليزية)
- جيوفانا راللى على موقع كينوبويسك (الروسية)